# Evan Evans (Unternehmer)
Evan Evans (* 4. August 1765 in Llanelltyd, Caernarvonshire, Wales; † 9. Dezember 1844 in Geyer) war ein britischer Spinnmeister und Maschinenbauer. Er gilt als der Begründer der industriellen Baumwollspinnerei in Sachsen.

Walther Witting: Evan Evans, Ölgemälde in der Kirche zu Geyer

## Leben

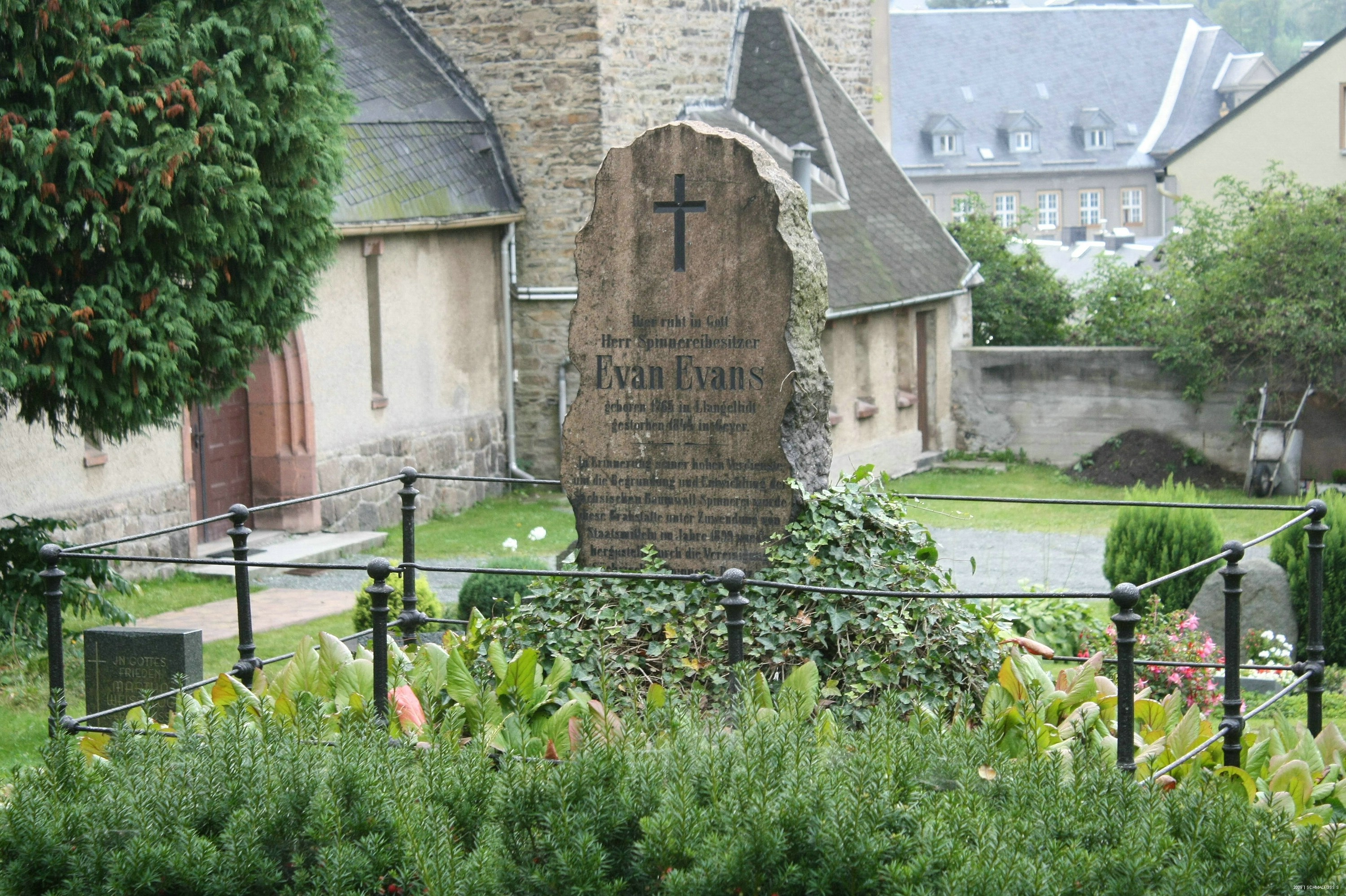
Grabmal Evan Evans in Geyer

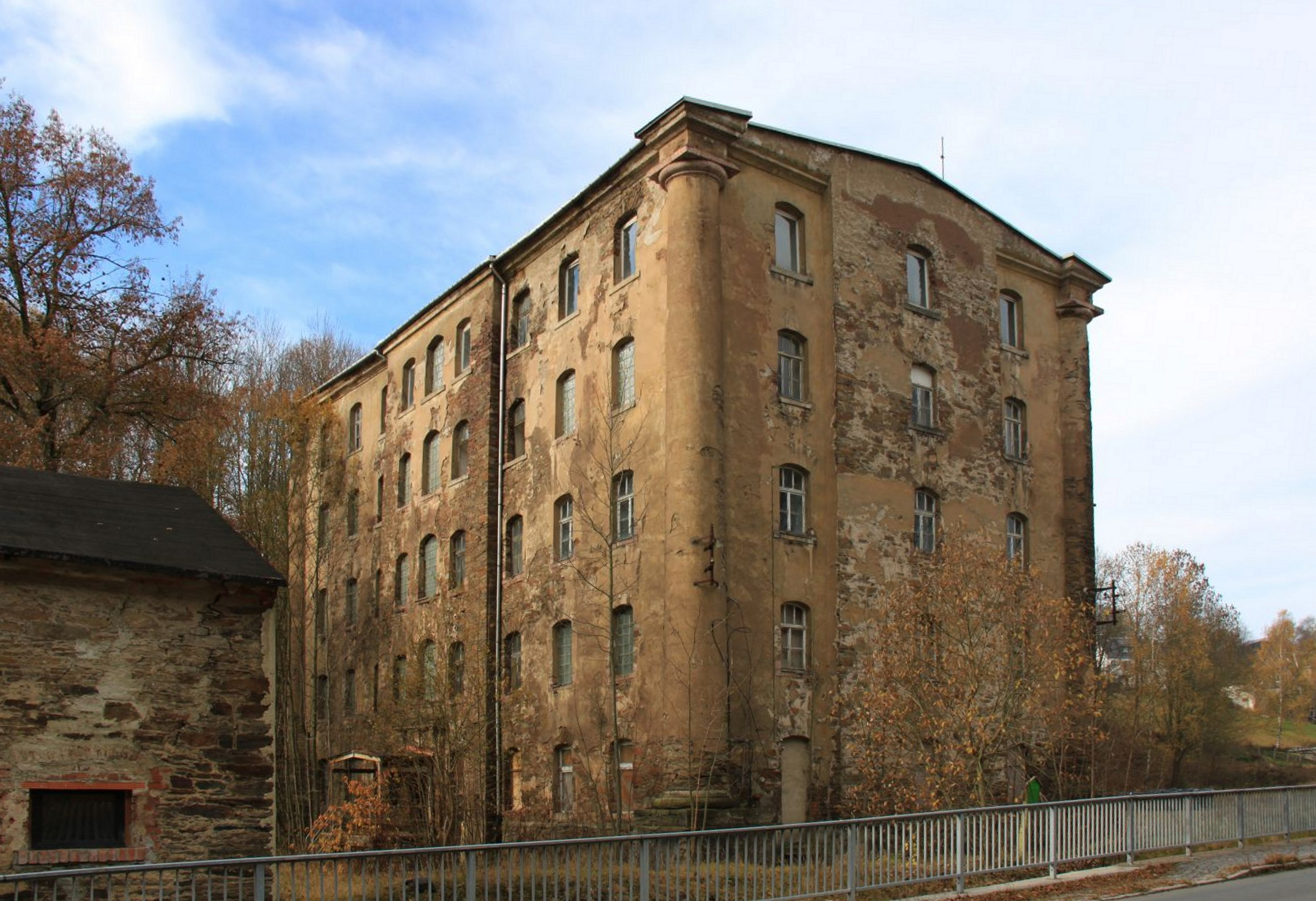
Erhaltener Teil der ehemaligen Baumwollmaschinenspinnerei von Evan Evans in Siebenhöfen

Evans wirkte zunächst in Manchester und lernte die Gebrüder Bernhard kennen, die sich zwecks Studiums der englischen Textilmaschinen in der Stadt aufhielten. 
Später folgte er deren Einladung nach Sachsen und gestaltete ab 1801 die Bernhardsche Spinnerei in Harthau zur größten mechanischen Spinnerei der Welt um. In ihr wurden 14.970 Spindeln für Muletwist betrieben.
Nachdem Evans 1801 mit seiner Frau Lowry (Laura), geb. Richards nach Sachsen übergesiedelt war, arbeitete er zunächst als Spinnmeister in Harthau, machte sich aber bald als Maschinenkonstrukteur selbständig. 1804 stattete Evans auch das neu errichtete zweite Spinnereigebäude der Gebrüder Bernhard in Harthau aus. 1810 entstand im Zentrum des Ortes ein weiteres Werk, so dass bei Bernhard mit der Produktionsaufnahme im Jahre 1812 18.592 Spindeln liefen.
Evans entwickelte und verbesserte in der Folgezeit weitere Mulegarnspinnmaschinen. Hierzu errichtete er mehrere Maschinenbauwerkstätten im Erzgebirge. Seine erste Maschinenbauwerkstatt entstand 1807 in Dittersdorf. Die mechanischen Anlagen der von ihm ausgestatteten Spinnereien, wie auch seiner Werkstätten, wurden über Göpelantrieb vorrangig unter Ausnutzung der Wasserkraft der Erzgebirgsflüsse, aber auch über Pferdekraft betrieben. Auch die technische Ausstattung der Baumwollspinnerei Clauß (damals Seeber) in Plaue bei Flöha war ein Werk von Evans. Das Werk wurde zwischen 1807 und 1809 durch den Chemnitzer Architekten Johann Traugott Lohse, der auch schon die Bernhardsche Fabrik entworfen hatte, errichtet.
1809 verlegte er seine Werkstatt nach Geyer, wo der Zinnbergbau darnieder lag, und wurde zum wichtigsten Unternehmer der Stadt. Fast alle zu dieser Zeit im Erzgebirge entstandenen Spinnereien wurden von Evans technisch ausgestattet. Am 14. August 1812 kaufte Evans von der Zwitterstockgewerkschaft in Geyer das auf den Fluren des Rittergutes Tannenberg gelegene Gelände der Hohneujahrer und Oberen Neidhardter Schmelzhütten und Pochwerke für 300 Taler. Er begann an dieser Stelle mit der Errichtung einer eigenen Baumwollspinnerei, für die ebenfalls der Chemnitzer Industriebaumeister Lohse die Baupläne lieferte. Nachdem die Fabrik in Siebenhöfen ihren Betrieb aufgenommen hatte, verkaufte Evans sie 1814 für 19.000 Thaler an seine Frau, die für den weiteren Ausbau des Spinnmühlengebäudes am 6. August 1814 einen Vorschuss von 6000 Talern aus der Königlich Sächsischen Hauptauswechselungs-Casse erhielt, wovon ihr 1834 2.925 Taler erlassen wurden. 
Auf Grund der aufgehobenen Kontinentalsperre hatte das Werk sehr mit der englischen Konkurrenz zu kämpfen und kam mit der Hypothekenrückzahlung in Verzug. Doch andere Werke traf es noch härter, Bernhardt in Harthau ging 1819 gar in Konkurs. Er selbst widmete sich vorrangig der Konstruktion der Spinntechnik, dabei entwickelte er u. a. eine Spindelschleifmaschine und eine Garnspulmaschine. Auch für die Fertigung der Riffelzylinder fand er eine maschinelle Lösung.
Nach seinem Tode übernahm sein Sohn Eli Evans (1805–1882) das Unternehmen. Seine Schüler entwickelten die Technik der Textilindustrie in Sachsen weiter.
Die Evanssche Spinnerei in Siebenhöfen brannte 1896 aus, beim Wiederaufbau ging durch Abbrüche ganzer Gebäudeteile und Umgestaltungen, wie den Wegfall des Mansarddaches, viel von der ursprünglichen Architektur Lohses verloren.